# Yui Hasegawa
Yui Hasegawa (長谷川 唯 Hasegawa Yui?,  nacido el 29 de enero de 1997 en Miyagi) es una futbolista japonesa que juega como centrocampista en el Manchester City de la FA Women's Super League. Además, forma parte de la selección femenina de Japón.
Con la selección nacional absoluta de Japón ha disputado la Copa Asiática de 2018, la Copa Mundial de 2019 y la Copa Mundial de 2023, además de los Juegos Olímpicos de Tokio 2020 y los Juegos Olímpicos de París 2024. Hasegawa ha jugado más 50 partidos y marcado 9 goles en la selección nacional.

## Carrera en clubes

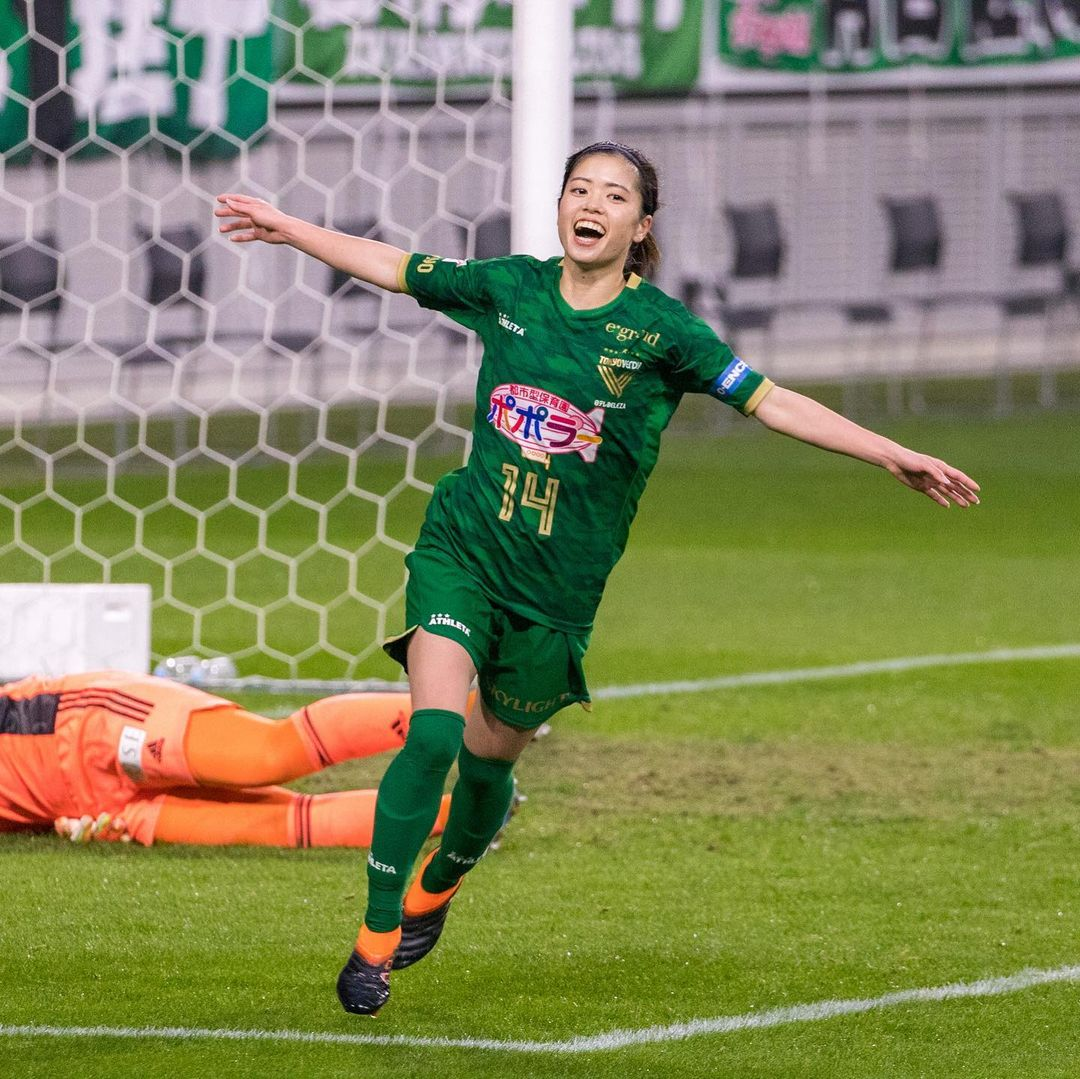
Imagen de Yui Hasegawa celebrando un gol en la semifinal de la Empress Cup en el Sanga Stadium, Kyoto, Japón el 24 de diciembre de 2020.

Yui Hasegawa se unió al equipo juvenil de Nippon TV Beleza en 2013. Pasando a formar parte del primer equipo Nippon TV Beleza en la máxima categoría del fútbol femenino japonés después de su gran participación en la FIFA U-17 Women's World Cup donde se proclamó como campeona del mundo junto con su selección. Fue elegida además como Best Eleven en la temporada 2017. En enero de 2021 Hasegawa fue fichada por el A. C. Milan. En el club italiano la centrocampista jugó un total de doce partidos y marcó tres goles. El 18 de agosto de 2021, el West Ham de Inglaterra anunció la contratación de Hasewaga por dos temporadas. El 8 de septiembre de 2022, fue anunciado su traspaso al Manchester City por tres años.

## Carrera internacional
Hasegawa fue miembro de la selección nacional sub-17 de Japón para la Copa Mundial Sub-17 de 2012 y 2014 . En 2014, el equipo sub-17 de Japón ganó el campeonato. También fue miembro del equipo de Japón Sub-20 para la Copa Mundial Sub-20 de 2016 Japón ganó el tercer lugar. En 2017, fue elegida equipo nacional de Japón para la Copa Algarve 2017. En esta competición, el 1 de marzo, debutó ante España. En 2018, jugó en la Copa Asiática 2018 y Japón ganó el campeonato. Jugó 30 partidos y marcó 4 goles para Japón. En 2019 fue seleccionada para representar a Japón con el combinado nipón femenino absoluto en la Copa Mundial, siendo su primera participación en un mundial de mayores. También participó en la Copa Mundial de 2023, además de defender a la camiseta de Japón en los Juegos Olímpicos de 2020 y de 2024.

## Trayectoria

### Clubes
| Club                  | País       | Año           |
| --------------------- | ---------- | ------------- |
| Nippon TV Beleza      | Japón      | 2013 - 2021   |
| A. C. Milan           | Italia     | 2021          |
| West Ham F. C.        | Inglaterra | 2021-2022     |
| Manchester City F. C. | Inglaterra | 2022-presente |

### Selección nacional
| País  | Selección | Año             |
| ----- | --------- | --------------- |
| Japón | Sub-17    | 2012 - 2014     |
| Japón | Sub-20    | 2016            |
| Japón | Absoluta  | 2017 - presente |

Goles marcados
| Año   | Partidos | Goles |
| ----- | -------- | ----- |
| 2017  | 13       | 2     |
| 2018  | 17       | 2     |
| 2019  | 12       | 4     |
| 2021  | 8        | 1     |
| Total | 50       | 9     |

## Palmarés
Clubes
- Nippon TV Beleza / Nippon TV Tokyo Verdy Beleza
  - Nadeshiko League: 5 (2015, 2016, 2017, 2018, 2019)
  - Copa de la Emperatriz: 5 (2014, 2017, 2018, 2019, 2020)
  - Copa de la Liga Nadeshiko: 3 (2016, 2018, 2019)

Selecciones nacionales
- Selección absoluta de Japón
  - Copa Asiática Femenina de la AFC: 1 (2018)
  - Juegos Asiáticos: 1 (2018)
  - Campeonato Femenino de Fútbol del Este de Asia: 1 (2019)
- Selección sub-17 de Japón
  - Copa Mundial Femenina de Fútbol Sub-17: 1 (2014)